# Івановка (Ішимський район)
Іва́новка (рос. Ивановка) — присілок у складі Ішимського району Тюменської області, Росія.
Населення — 31 особа (2010, 38 у 2002).
Національний склад станом на 2002 рік:
- росіяни — 100 %